# Бурімка (Прилуцький район)
Бурі́мка — село в Україні, у Прилуцькому районі Чернігівської області. Входить до складу Ічнянської міської громади. Населення становить 837 осіб.

## Географія
Село розташоване на півночі району, біля витоків річки Буримня. Поруч проходять автомобільні дороги Т 2515 та Т 2524. Відстань від Чернігова — близько 150 км (автошляхами — 165 км), до Ічні — 6 км (автошляхами — близько 9). Найближча залізнична станція — Ічня на лінії Бахмач — Прилуки Полтавської дирекції залізничних перевезень за 10 км.
Площа села близько 3 км². Висота над рівнем моря — 140 м.

## Історія
Поблизу села виявлено ранньослов'янські поселення перших століть нашої ери і городище сіверян VIII–IX сторіч. Перша письмова згадка про Бурімку припадає на 1629 рік (офіційною датою заснування вважається 1600 рік). У 1659 році село було спалене татарами.
Є на мапі 1816 року як Буромля
У 1859 році у козачому та володарському селі Бурімка була церква та 269 дворів де жило 1567 осіб (816 чоловічої та 751 жіночої статі).
27 квітня 1866 року згоріла третина села, зокрема, дерев'яна церква Св. Параскеви з дзвіницею. Пожежа почалася в будинку козачки Савченкової.
586 жителі Бурімки брали участь у Другій світовій війні, 241 з них — загинули, 304 — нагороджені орденами і медалями СРСР. На честь воїнів-односельців, полеглих у війні, у селі споруджено обеліск Слави.
У повоєнний період у селі знаходилася центральна садиба колгоспу імені Кірова, за яким було закріплено 4451 гектарів сільськогосподарських угідь, у тому числі 3485 га орної землі. Господарство вирощувало зернові та технічні культури, займалося м'ясо-молочним тваринництвом.
На початку 1970-х населення села становило 1355 осіб. Станом на 2012 рік в селі проживало 837 мешканців.
До 2017 року центр Бурімської сільської ради, до якої входили також села Безбородьків і Шиловичі.
На території села працюють восьмирічна школа, клуб, бібліотека, медпункт, відділення зв'язку, магазини.

## Населення

### Мова
Розподіл населення за рідною мовою за даними перепису 2001 року:
| Мова       | Кількість | Відсоток |
| ---------- | --------- | -------- |
| українська | 811       | 96.89%   |
| російська  | 25        | 2.99%    |
| румунська  | 1         | 0.12%    |
| Усього     | 837       | 100%     |

## Видатні уродженці села
Уродженець Бурімки — заслужений діяч мистецтв УРСР художник Петро Олексійович Басанець.
Уродженкою села є Козловська Валерія Євгенівна — українська археолог і музейник, одна з перших жінок-археологів, член Археологічної секції Українського Наукового Товариства ім. Т. Г. Шевченка.
У селі Шиловичі народився учасник Німецько-радянської війни Герой Радянського Союзу Василь Гаврилович Петренко.